# 1 812 kilomètres du Qatar
Les 1 812 kilomètres du Qatar sont une course automobile qui se déroule sur le Circuit international de Losail à Losail, au Qatar, et faisant partie du Championnat du Monde d'Endurance de la FIA (WEC).

## Histoire
Fin 2022, il est annoncé que les 1 812 kilomètres du Qatar remplacent les 1 000 Miles de Sebring comme manche inaugurale du championnat du monde d'endurance FIA et ce à partir de la saison 2024,.
Ainsi, le 2 mars 2024, la première édition de l'épreuve est disputée, et voit Porsche s'adjuger la victoire,.

## Palmarès
| Année | Pilotes                                     | Ecurie                    | Voiture     | Temps                           | Championnat |
| ----- | ------------------------------------------- | ------------------------- | ----------- | ------------------------------- | ----------- |
| 2024  | Kévin Estre André Lotterer Laurens Vanthoor | Porsche Penske Motorsport | Porsche 963 | 9 h 55 min 51 s 926 (335 tours) | WEC 2024    |